# Brooke Smith (attrice)
Brooke Smith (New York, 22 maggio 1967) è un'attrice statunitense, conosciuta principalmente per il ruolo della dottoressa Erica Hahn nella serie tv Grey's Anatomy.

## Biografia
Figlia di Lois Smith, pubblicitario che ha lavorato con Robert Redford, Sean Penn, Michelle Pfeiffer ed altri attori, Brooke Smith ha frequentato la American Academy of Dramatic Arts. Nel corso della sua carriera partecipa a numerose pellicole cinematografiche fra cui Il silenzio degli innocenti, Vanya sulla 42esima strada (per il quale ha ottenuto anche una nomination agli Independent Spirit Award per la miglior attrice non protagonista), Melinda e Melinda o In Her Shoes - Se fossi lei ed in diversi serial televisivi come Six Feet Under o Crossing Jordan.
Nel 2006 ottiene il ruolo fisso della dottoressa Erica Hahn nella quarta stagione di Grey's Anatomy, ma il suo personaggio viene tuttavia eliminato dallo show dopo sette puntate della quinta stagione. Il 3 novembre 2008 Brooke Smith, in una intervista concessa a Entertainment Weekly, ha dichiarato che secondo lei l'uscita di scena del suo personaggio dal cast di Grey's Anatomy è stata una scelta del network, in difficoltà con l'omosessualità del personaggio. I registi hanno invece dichiarato che non sono riusciti a trovare la 'magia e la chimica' che cercavano nella relazione tra Erica Hahn e la dottoressa Callie Torres, interpretata da Sara Ramírez.
Nel 2012 appare nel nono episodio della seconda stagione della serie antologica American Horror Story, intitolata American Horror Story: Asylum, interpretando il ruolo della terapista di Johnny Morgan.

## Filmografia

### Cinema
- The Moderns, regia di Alan Rudolph (1988)
- Ci penseremo domani (See You in the Morning), regia di Alan J. Pakula (1989)
- Il silenzio degli innocenti (The Silence of the Lambs), regia di Jonathan Demme (1991)
- Buona fortuna, Mr. Stone (The Pickle), regia di Paul Mazursky (1993)
- La notte che non c'incontrammo (The Night We Never Met), regia di Warren Leight (1993)
- Mister Wonderful (Mr. Wonderful), regia di Anthony Minghella (1993)
- Vanya sulla 42esima strada (Vanya on 42nd Street), regia di Louis Malle (1994)
- Last Summer in the Hamptons, regia di Henry Jaglom (1995)
- Kansas City, regia di Robert Altman (1996)
- Mosche da bar (Trees Lounge), regia di Steve Buscemi (1996)
- The Woman in the Moon, regia di Ariadne Kimberly (1996)
- The Broken Giant, regia di Estep Nagy (1998)
- Destini incrociati (Random Hearts), regia di Sydney Pollack (1999)
- Contenders Serie 7 (Series 7: The Contenders), regia di Daniel Minahan (2000)
- Eventual Wife, regia di Bryan Bantry e Dave Diamond - cortometraggio (2000)
- L'uomo che non c'era (The Man Who Wasn't There), regia di Joel Coen e Ethan Coen (2001)
- Bad Company - Protocollo Praga (Bad Company), regia di Joel Schumacher (2002)
- For Earth Below, regia di Loretta Harms - cortometraggio (2002)
- Melinda e Melinda (Melinda and Melinda), regia di Woody Allen (2004)
- In Her Shoes - Se fossi lei (In Her Shoes), regia di Curtis Hanson (2005)
- Shooting Vegetarians, regia di Mikey Jackson (2005)
- Il destino nel nome - The Namesake (The Namesake), regia di Mira Nair (2006)
- World Cinema, regia di Joel ed Ethan Coen, episodio del film Chacun son cinéma - A ciascuno il suo cinema (Chacun son cinéma ou Ce petit coup au cœur quand la lumière s'éteint et que le film commence) (2007)
- A Little Help, regia di Michael J. Weithorn (2010)
- Fair Game - Caccia alla spia (Fair Game), regia di Doug Liman (2010)
- The Aspern Papers, regia di Mariana Hellmund (2010)
- Un giorno come tanti (Labor Day), regia di Jason Reitman (2013)
- Interstellar, regia di Christopher Nolan (2014)
- Fino all'osso (To the Bone), regia di Marti Noxon (2017)
- Bombshell - La voce dello scandalo (Bombshell), regia di Jay Roach (2019)

### Televisione
- Un giustiziere a New York (The Equalizer) - serie TV, episodio 3x12 (1988)
- Law & Order - I due volti della giustizia (Law & Order) - serie TV, episodi 6x16-16x01-17x20 (1996-2007)
- The Larry Sanders Show - serie TV, episodio 5x07 (1997)
- Remembering Sex, regia di Julie Lynch - film TV (1998)
- The Hunger - serie TV, episodi 1x14-2x06 (1998-1999)
- Homicide, Life on the Street - serie TV, episodio 7x16 (1999)
- Big Apple - serie TV, episodi 1x03-1x04-1x05 (2001)
- 100 Centre Street - serie TV, episodio 2x10 (2001)
- Law & Order: Criminal Intent - serie TV, episodio 1x16 (2002)
- Angeli d'acciaio (Iron Jawed Angels), regia di Katja von Garnier - film TV (2004)
- Six Feet Under - serie TV, episodi 4x04-4x05-4x07 (2004)
- Heist - serie TV, 4 episodi (2006)
- Dirty Sexy Money - serie TV, episodio 1x01 (2007)
- Crossing Jordan - serie TV, 13 episodi (2007)
- Weeds - serie TV, 4 episodi (2007)
- Grey's Anatomy - serie TV, 25 episodi (2006-2008)
- Criminal Minds - serie TV, episodio 5x16 (2010)
- American Horror Story - serie TV, episodio 2x09 (2012)
- Law & Order - Unità vittime speciali (Law & Order: Special Victims Unit)- serie TV, episodi 13x23-14x01-14x02 (2012)
- Graceland – serie TV, episodio 1x01 (2013)
- Ray Donovan – serie TV, 13 episodi (2013-2015)
- Hand of God - serie TV, episodio 2x05 (2017)
- Bosch - serie TV, 5 episodi (2017)
- Chicago Med – serie TV, episodio 4x09 (2018)
- The Good Doctor – serie TV, episodio 2x04 (2019)
- Unbelievable – serie TV (2019)
- Big Sky - serie TV, 8 episodi (2020-2021)
- Loro (Them) – serie TV, 3 episodi (2021)

## Doppiatrici italiane
Nelle versioni in italiano delle opere in cui ha recitato, Brooke Smith è stata doppiata da:
- Patrizia Burul in Grey's Anatomy (ep. 2x25-27), Law & Order - Unità vittime speciali
- Alessandra Korompay in Grey's Anatomy (st. 4-5), Class of '09
- Cristina Giolitti in Law & Order: Criminal Intent
- Cinzia Villari in Grey's Anatomy (ep. 3x09-10)
- Antonella Baldini in Criminal Minds
- Giovanna Lombardi in Dirty Sexy Money
- Irene Di Valmo in Hand of God
- Francesca Manicone in Bosch
- Giò Giò Rapattoni in Unbelievable
- Micaela Incitti in The Good Doctor
- Ilaria Stagni ne Il silenzio degli innocenti
- Claudia Razzi in FBI: Most Wanted
- Daniela Calò in The Recruit